# Tiriba-rupestre
Tiriba-rupestre (nome científico: Pyrrhura rupicola) é uma espécie de ave da família dos psitacídeos.
Pode ser encontrada na Bolívia, Peru e no Brasil.